# Автономні спільноти Іспанії
В Іспанії, автономна спільнота (ісп. comunidad autónoma, баск. autonomia erkidegoa, кат. comunitat autònoma, гал. comunidade autónoma, окс. comunautat autonòma) — адміністративна одиниця першого рівня, створена відповідно до Конституції Іспанії від 1978 року, для того щоб гарантувати деякий рівень автономії окремим регіонам і народам, що живуть в Іспанії.